# ファイヴ・コーナーズ・クインテット
ファイヴ・コーナーズ・クインテット（The Five Corners Quintet）は、フィンランドのジャズバンド。

## 概要
ヨーロッパのいわゆるニュージャズ・シーンを代表するバンドで、1960年代のジャズを現代的なアプローチで表現しており、クラブ・ミュージックも意識した音作りをしている。2004年にアナログ。シングル3枚をリリースし、ヨーロッパのクラブ・ジャズ・シーンで注目を集める。

## 略歴
- 2005年、ファースト・アルバム『チェイシン・ザ・ジャズ・ゴーン・バイ』を発売。
- 2008年、セカンド・アルバム『ホット・コーナー』を発売。
- 2010年、ライブ・アルバム『ジャズ・ヒート ボンゴ・ビート! -ザ・ヘルシンキ・セッションズ-』を発売。
- 2012年、ブルーノート東京での公演を最後にグループとしての活動を休止。

## メンバー

### 現在のメンバー
- テッポ・マネキン (Teppo Mäkynen) - ドラム
- ユッカ・エスコラ (Jukka Eskola) - トランペット
- ティモ・ラッシー (Timo Lassy) - サクソフォーン、フルート
- アンチ・ロッジョネン (Antti Lötjönen) - ベース
- ミカエル・ヤコブセン (Mikael Jakobsson) - ピアノ

### 旧メンバー
- キム・ランタラ (Kim Rantala) - ピアノ
- セヴェリ・ピイサロ (Severi Pyysalo) - ヴィブラフォン
- エーロ・コイヴィストイネン (Eero Koivistoinen) - サクソフォーン

## ディスコグラフィ

### スタジオ・アルバム
- 『チェイシン・ザ・ジャズ・ゴーン・バイ』 - Chasin' the Jazz Gone By (2005年、Columbia)
- 『ホット・コーナー』 - Hot Corner (2008年、Ricky-Tick)

### ライブ・アルバム
- 『ジャズ・ヒート ボンゴ・ビート! -ザ・ヘルシンキ・セッションズ-』 - Jazz Heat, Bongo Beat! – The Helsinki Sessions (2010年、T.A.C.S.)